# Ракитовка (река, впадает в Селяву)
Раки́товка (бел. Ракі́таўка, Кветанка) — река в Белоруссии, протекает по территории Чашникского района Витебской области и Крупского района Минской области, впадает в озеро Селява. Длина реки — 21 км, площадь водосборного бассейна — 119 км².
Исток реки находится в системе мелиоративных каналов к югу от деревни Гора (Чашникский район). Река течёт на юго-запад, в среднем течении перетекает из Витебской области в Минскую. Большая часть течения проходит по заболоченному лесу. Русло на протяжении 13 км от истока канализировано. Принимает сток из ручьев и мелиоративных каналов.
Именованых притоков не имеет, но принимает несколько проток из окрестных озёр.
Впадает в озеро Селява около агрогородка Колодница.